# 李朗怡
李朗怡（英語：Connie Lee，1988年1月13日—），為前無綫電視記者，現職香港電台。李朗怡在香港出生長大。

## 簡歷
2009年6月，李朗怡加入無綫新聞出任實習記者，翌年7月10日正式擔任無綫互動新聞台主播一職﹐間中亦會主持《時事百科》及負責星期五晚間新聞《周五搜記》環節採訪工作。
2011年6月11日起開始兼任六點半新聞報道後的《天氣報告》及晚間新聞後的《晚間天氣報告》的主播。同年區議會選舉前，李朗怡亦負責主持介紹區議會選舉候選人政綱的環節。
2012年9月10日，李朗怡在微博指會出國進修，並於當日報道完新聞後暫別無綫新聞部一年。
2013年10月17日，李朗怡完成倫敦政治經濟學院碩士課程後，回歸無綫新聞部報導新聞。
2014年3月28日，李朗怡最後一日擔任互動新聞台主播，其後轉職擔任專題節目組記者。
2016年9月4日結婚，同年11月7日首次擔任午間新聞
2018年5月5日，李朗怡首次擔任六點半新聞報道。同年8月25日首次擔任晚間新聞，但一個月後宣佈辭職並轉職至香港電台。
2019年1月17日起，李朗怡曾暫代黃雅宇，擔任《議事論事》主持。

## 個人生活
李朗怡在2016年9月4日與圈外鄭姓男朋友結婚，成為好友鄭萃雯的嫂子。2020年5月20日，在Instagram上宣佈懷孕9個月，同年誕下女兒。

## 連結
- 李朗怡的新浪微博
- 李朗怡的Instagram帳戶